# عبدالله حسینی آملی
سید عبدالله حسینی آملی دیپلمات، حقوقدان و استاد دانشگاه اهل ایران است. حسینی آملی مشاور معاون کل نهاد ریاست جمهوری به ریاست مرتضی بانک در دولت حسن روحانی بود. وی از سال ۱۳۸۷ تا ۱۳۹۱ سفیر ایران در بلاروس بود.وی مدتی نیز مشاور سازمان بازرسی کل کشور بوده است.

## سمت‌ها
- عضو هیات امنای کانون اتومبیلرانی کشور ۱۳۹۶
- نماینده شرکت سرمایه‌گذاری خارجی ایران ۱۳۹۳–۱۳۹۸
- مشاور معاون کل نهاد و معاونت حقوقی ریاست‌جمهوری ۱۳۹۳–۱۳۹۸
- کارشناس ارشد مطالعات آسیای مرکزی مرکز مطالعات سیاسی و بین‌المللی ۱۳۹۱
- سفیر تام‌الاختیار جمهوری اسلامی ایران در بلاروس ۱۳۸۷–۱۳۹۱
- مدیر کل طرح و برنامه وزارت امور خارجه ۱۳۸۱–۱۳۸۷
- مشاور سازمان بازرسی کل کشور ۱۳۷۶–۱۳۷۷
- معاون وزیر و رئیس سازمان ایرانگردی و جهانگردی ۱۳۷۵–۱۳۷۶
- مشاور وزیر و مدیر کل حوزه ریاست وزارت فرهنگ و ارشاد اسلامی ۱۳۷۱–۱۳۷۵
- مشاور حقوقی نهاد ریاست جمهوری ۱۳۶۹–۱۳۷۱

## تالیفات
- تأثیرپذیری جهانگردان از وضعیت فرهنگی اجتماعی سیاسی ایران
- زیر ساختهای حقوقی در توسعه روابط اقتصادی ایران و آذربایجان
- مدیریت فرایند مذاکرات بین‌المللی
- خیار تعذر تعهد

## تدریس
- دانشگاه علوم قضایی و خدمات اداری
- دانشگاه جامع علمی کاربردی
- دانشگاه امام حسین
- مرکز آموزش مدیریت دولتی